# Гант, Ламар
Ламар Гант (англ. Lamar Gant, родился в 1957 году в Форт-Коллинс, Колорадо) — американский пауэрлифтер. Известен тем, что установил несколько мировых рекордов в силовом спорте и неоднократно побеждал в чемпионатах мира по пауэрлифтингу, несмотря на тяжёлую форму сколиоза.

## Биография
С детства страдал тяжёлой формой идиопатического сколиоза. Тяжёлой атлетикой начал заниматься в 13 лет.
Выступал в весовых категориях 56 и 60 кг.
Установил свой первый мировой рекорд в 1974 году — 238 кг становой тягой в весовой категории 56 кг.
В 1985 стал первым атлетом, поднявшим в становой тяге свой 5-кратный вес (300 кг при собственном весе 60).
Включён в Зал славы Международной федерации пауэрлифтинга в 1980 году.

## Внешние видео
- Интервью